# Gomez
Gomez — британская рок-группа, образованная в 1996 году в Саутпорте, Англия, и исполняющая мелодичный брит-поп с элементами арт-, блюз- и фолк-рока. Дебютный альбом группы Bring It On, выпущенный Virgin Records, получил высокие оценки музыкальной критики как в Англии, так и в США (журнал Spin дал ему оценку 8/10).
В 1998 году Gomez получили престижную Mercury Music Prize за альбом Bring it On, обойдя таких соперников, как Massive Attack (Mezzanine) и The Verve (Urban Hymns). Второй альбом Liquid Skin был записан в студиях Abbey Road и вышел в 1999 году. За  сборником Abandoned Shopping Trolley Hotline (2000) последовали третий (In Our Gun, 2002) и четвёртый (Split the Difference, 2004) студийные альбомы. Коммерческого успеха они не имели, группа рассталась с Virgin и на ATO Records выпустила Out West, имевший лишь умеренный успех.

## Дискография

### Студийные альбомы
| Год  | Заголовок                                                                               | Достижения в чартах | Достижения в чартах | Достижения в чартах | Достижения в чартах | Достижения в чартах | Достижения в чартах | Достижения в чартах  | Достижения в чартах | Статус          |
| Год  | Заголовок                                                                               | U.K.                | AUS                 | CAN                 | N.Z.                | NOR                 | U.S.                | Top Heatseekers U.S. | U.S. Indie          | Статус          |
| ---- | --------------------------------------------------------------------------------------- | ------------------- | ------------------- | ------------------- | ------------------- | ------------------- | ------------------- | -------------------- | ------------------- | --------------- |
| 1998 | Bring It On - Дата выпуска: 13 апреля 1998 - Лейбл: Hut Records / Virgin                | 11                  | -                   | -                   | -                   | -                   | -                   | -                    | -                   | - BPI: Platinum |
| 1999 | Liquid Skin - Дата выпуска: 13 сентября, 1999 - Label: Hut / Virgin                     | 2                   | 9                   | 49                  | 40                  | 19                  | -                   | 30                   | -                   | - BPI: Platinum |
| 2002 | In Our Gun - Дата выпуска: 18 марта, 2002 - Лейбл: Hut / Virgin                         | 8                   | 5                   | -                   | 13                  | -                   | -                   | 37                   | -                   | - BPI: Silver   |
| 2004 | Split the Difference - Дата выпуска: 17 мая, 2004 - Label: Hut / Virgin                 | 35                  | 24                  | -                   | 39                  | -                   | 191                 | 11                   | -                   |                 |
| 2006 | How We Operate - Дата выпуска: 2 мая, 2006 - Label: ATO Records / Independiente Records | 69                  | 37                  | -                   | -                   | -                   | 106                 | 1                    | 7                   |                 |
| 2009 | A New Tide - Дата выпуска: 30 марта, 2009 - Label: ATO Records, Eat Sleep               | 63                  | -                   | -                   | -                   | -                   | 60                  | -                    | 5                   |                 |

### EPs
| Год  | Заголовок                                                                                     |
| ---- | --------------------------------------------------------------------------------------------- |
| 2000 | Machismo EP - Дата выпуска: май, 2000 - Label: Hut / Virgin - Chart: #1 (UK Indie), #48 (AUS) |
| 2002 | Detroit Swing '66/Ping One Down - Дата выпуска: 1 июля, 2002 - Label: Hut / Virgin            |
| 2006 | See the World E.P. - Дата выпуска: октябрь, 2006                                              |
| 2006 | Girlshapedlovedrug E.P. - Дата выпуска: 13 ноября, 2006                                       |

### Синглы
| Год  | Год        | Заголовок                         | UK  | Из альбома           |
| ---- | ---------- | --------------------------------- | --- | -------------------- |
| 1998 | 6 апреля   | «78 Stone Wobble»                 | 44  | Bring It On          |
| 1998 | 8 июня     | «Get Myself Arrested»             | 45  | Bring It On          |
| 1998 | 7 сентября | «Whippin' Piccadilly»             | 35  | Bring It On          |
| 1999 | 5 июля     | «Bring It On»                     | 21  | Liquid Skin          |
| 1999 | 6 сентября | «Rhythm & Blues Alibi»            | 18  | Liquid Skin          |
| 1999 | 22 ноября  | «We Haven’t Turned Around»        | 38  | Liquid Skin          |
| 2002 | 11 марта   | «Shot Shot»                       | 28  | In Our Gun           |
| 2002 | 10 июня    | «Sound of Sounds / Ping One Down» | 48  | In Our Gun           |
| 2004 | 15 марта   | «Catch Me Up»                     | 36  | Split the Difference |
| 2005 | 17 мая     | «Silence»                         | 41  | Split the Difference |
| 2005 | 6 сентября | «Sweet Virginia»                  | 42  | Split the Difference |
| 2006 | 17 апреля  | «How We Operate»                  | -   | How We Operate       |
| 2006 | 29 мая     | «Girlshapedlovedrug»              | 66  | How We Operate       |
| 2006 | 4 сентября | «See The World»                   | 107 | How We Operate       |
| 2009 | 13 апреля  | «Airstream Driver»                | -   | A New Tide           |
| 2009 | 17 августа | «Little Pieces»                   | -   | A New Tide           |